# Saba Doru
Saba Doru (Lit:"Saba Doll") es una serie de televisión japonesa emitida en el 2012 por la cadena TV Tokyo, y protagonizada por Mayu Watanabe. Luego de que la serie finalice, se realizó una versión manga, creada por el mangaka Akihiro Nakamura, y publicada en la revista Young Magazine por la editorial Kōdansha con un total de tres volúmenes en ese mismo año.

## Argumento
La historia gira en torno Shijimi de 38 años de edad, quien es una profesora de secundaria la literatura clásica. Sus estudiantes son malos con ella, pero no se dan cuenta de que tiene otra identidad. Fuera de la escuela, ella miente sobre su edad para ser una idol de 17 años, Mayu Watanabe, a quien los estudiantes adoran.

## Reparto
- Mayu Watanabe es Usa Shijimi / Mayu Watanabe
- Tamae Ando
- Tadashi Sakata
- Keisuke Kaminaga
- Hitomi Takahashi
- Yasushi Akimoto
- Ryuya Wakaba